# Batalla d'Adis
La batalla d'Adis es va lliurar l'any 255 aC entre Cartago i l'exèrcit romà liderat per Marc Atili Règul. Règul va infligir una aclaparadora derrota als cartaginesos i després va demandar la pau. La Primera Guerra Púnica continuaria, ja que els termes oferts per Règul per a un possible acord de pau van ser molt durs, i en conseqüència el poble de Cartago va decidir seguir lluitant.

## Antecedents
L'any 256 aC, l'exèrcit romà sota Luci Manli Vulsó Llong i Marc Atili Règul van envair la pàtria cartaginesa a Àfrica. L'exèrcit romà aviat va forçar la capitulació de Clupea, una ciutat a 40 milles de Cartago. Després d'establir les defenses de la ciutat i reunir uns 20.000 esclaus i ramats de bestiar del camp, van rebre instruccions de Roma. Aquestes deien que Vulsó havia de navegar a Roma, portant la majoria de les esquadres (incloent-hi tots els transports) amb ell. Règul, d'altra banda, estava amb 15.000 unitats d'infanteria i 500 de cavalleria.
En aquell moment, Cartago havia cridat Hamílcar i els seus 5.000 infants i 500 cavallers des Sicília per unir-se als generals Bòstor i Hàsdrubal en Àfrica. La combinació de forces cartagineses es va formar organitzant les defenses en Adis, una ciutat a 40 milles al sud-est de Cartago, que ara estava sota setge romà. Tot i comptar amb una cavalleria superior i amb elefants, Els cartaginesos es van ubicar sobre una muntanya passant per alt la plana d'Adis.

## Batalla
Sense que els cartaginesos ho sabessin els romans ràpidament van desplegar les seves forces al voltant de la muntanya a l'empara de la foscor, i van atacar des de dos vessants a l'alba. Els cartaginesos van mantenir la seva posició per un moment i van aconseguir expulsar una legió romana. Aquest espai en la batalla va permetre a alguns elefants i a la cavalleria cartaginesa escapar. Finalment, els cartaginesos van ser aixafats i van fugir del lloc. Els romans els van perseguir per un temps, i després van saquejar el campament enemic. Sense trobar resistència l'exèrcit romà va continuar marxant cap a Cartago detenint-se en Tunísia.

## Conseqüències
Aquesta derrota va causar una gran agitació a Cartago. Els númides es van aixecar contra els seus opressors i els refugiats del camp van inundar la ciutat. Naturalment, aquest gran excés de població juntament amb la destrucció del camp van portar a una crisi d'aliment i la possibilitat d'aparició de malalties. Malgrat aquestes amenaces, Règul i el seu exèrcit de dues legions van tenir l'oportunitat d'atacar la ciutat sense reforços. El consolat de Règul aviat estaria amunt i ell no rebria la glòria en finalitzar la guerra. Les negociacions es van dur a terme entre les dues parts amb Règul exigint-li a Cartago cedir Sicília, Còrsega i Sardenya, renunciar a la seva armada, pagar una indemnització, i signar un tractat de vassallatge. Naturalment, Cartago no va acceptar.